# Aphrodisiac (FM)
Aphrodisiac è il quarto album della band FM, uscito nel 1992.

## Tracce
1. Breathe Fire
2. Blood and Gasoline
3. All or Nothing
4. Closer to Heaven
5. Ain't Too Proud
6. Take the Money
7. Aphrodesia
8. Inside Out
9. Run No More
10. Play Dirty
11. Rivers Run Dry
12. Hard Day in Hell

## Formazione
- Steve Overland - voce, chitarra
- Merv Goldsworthy - basso
- Pete Jupp - batteria
- Andy Barnett - chitarra
- Didge Digital - tastiera